# تنها در تاریکی ۲ (فیلم)
تنها در تاریکی ۲ (انگلیسی: Alone in the Dark II) فیلمی در ژانر ترسناک به کارگردانی پیتر شیرر است که در سال ۲۰۰۸ منتشر شد.

## بازیگران
- ریک یان
- ریچل اسپکتر
- لانس هنریکسن
- بیل مسلی
- رالف مولر
- جیسون کانری
- میکیل پاری
- دنی ترخو
- ناتاشا مالته
- پاملا جین سولز
- زاک وارد